# Pat Hingle
Martin Patterson Hingle, dit Pat Hingle, est un acteur et producteur américain, né le 19 juillet 1924 à Miami et mort le 3 janvier 2009 à Carolina Beach (Caroline du Nord).
Son rôle le plus connu est celui de James Gordon, qu'il a tenu à quatre reprises dans la saga Batman débutée par Tim Burton et achevée par Joel Schumacher.

## Biographie
Hingle est un ami proche de Clint Eastwood et a tourné trois films avec lui : Pendez-les haut et court, L'Épreuve de force et Le Retour de l'inspecteur Harry.

## Filmographie

### Acteur

#### Cinéma
- 1954 : Sur les quais (On the Waterfront) de Elia Kazan: Jocko, bartender
- 1957 : Demain ce seront des hommes (The Strange One) de Jack Garfein : Cadet Harold 'Harry' Koble
- 1957 : Les Sensuels (No Down Payment) de Martin Ritt : Herman Kreitzer
- 1961 : La Fièvre dans le sang (Splendor in the Grass) de Elia Kazan : Ace Stamper
- 1963 : Le Vilain Américain (The Ugly American) de George Englund : Homer Atkins
- 1963 : All the Way Home de Alex Segal : Ralph Follet
- 1964 : Le Mercenaire de minuit (Invitation to a Gunfighter) de Richard Wilson : Sam Brewster
- 1966 : Nevada Smith de Henry Hathaway : Big Foot (work camp trustee)
- 1968 : Les Corrupteurs (Sol Madrid) de Brian G. Hutton : Harry Mitchell
- 1968 : Les Complices (Jigsaw) de James Goldstone : Lew Haley
- 1968 : Pendez-les haut et court (Hang 'Em High) de Ted Post : Judge Adam Fenton
- 1970 : Bloody Mama de Roger Corman : Sam Adams Pendlebury
- 1970 : WUSA de Stuart Rosenberg : Bingamon
- 1970 : Norwood de Jack Haley Jr. : Grady Fring
- 1972 : Opération clandestine (The Carey Treatment) de Blake Edwards : Capt. Pearson
- 1973 : Nightmare Honeymoon de Elliot Silverstein : Mr. Binghamton
- 1973 : Un petit Indien (One Little Indian) de Bernard McEveety : Capt. Stewart
- 1973 : Running Wild de Robert McCahon : Quentin Hogue
- 1973 : Happy as the Grass Was Green de Charles Davis : Eli
- 1974 : Les Superflics (The Super Cops) de Gordon Parks : Novick
- 1976 : Independence : John Adams
- 1977 : L'Épreuve de force (The Gauntlet) de Clint Eastwood : Josephson
- 1979 : When You Comin' Back, Red Ryder? (en) : Lyle Striker
- 1979 : Norma Rae de Martin Ritt : Vernon
- 1980 : Les Marais de la mort (Running Scared) : Sergeant McClain
- 1983 : Going Berserk : Ed Reese
- 1983 : Running Brave (en) : Coach Bill Easton
- 1983 : Le Retour de l'inspecteur Harry (Sudden Impact) de Clint Eastwood : Chief Lester Jannings
- 1984 : The Act : Frank Boda
- 1984 : Délire sur la frontière (In 'N' Out) : Oscar Milstone
- 1985 : Le Jeu du faucon (The Falcon and the Snowman) de John Schlesinger : Mr. Boyce
- 1985 : Comment claquer un million de dollars par jour? (Brewster's Millions) de Walter Hill : Edward Roundfield
- 1986 : Maximum Overdrive de Stephen King : Hendershot
- 1987 : Baby Boom de Charles Shyer : Hughes Larabee
- 1988 : Le Petit Dinosaure et la Vallée des merveilles (The Land Before Time) : Narrator / Rooter
- 1989 : Batman de Tim Burton : James Gordon
- 1990 : Les Arnaqueurs (The Grifters) de Stephen Frears : Bobo Justus
- 1992 : Batman : Le Défi (Batman Returns) de Tim Burton : James Gordon
- 1994 : Jack l'Éclair (Lightning Jack) : U.S. Marshal Dan Kurtz
- 1995 : Mort ou vif - Duels à redemption (The Quick and the Dead) de Sam Raimi : Horace
- 1995 : Batman Forever de Joel Schumacher : James Gordon
- 1996 : Un éléphant sur les bras (Larger Than Life) de Howard Franklin: Vernon
- 1996 : Bastard Out of Carolina de Anjelica Huston : M.. Waddell
- 1997 : Horror Story : Judge Caldwell
- 1997 : Batman et Robin de Joel Schumacher : James Gordon
- 1997 : Secrets (A Thousand Acres) : Harold Clark
- 1999 : The Hunter's Moon (en) : Judge Tully
- 1999 : Les Muppets dans l'espace (Muppets from Space) : General Luft
- 2000 : Morning : Major Sonny
- 2000 : Shaft de John Singleton : Hon. Dennis Bradford
- 2001 : The Greatest Adventure of My Life : Gen. J.T. Boone
- 2001 : Road to Redemption : Grandpa Nathan Tucker
- 2002 : The Angel Doll : Noah Roudabush
- 2005 : A Tale About Bootlegging : Narrator
- 2005 : Dirt Nap : Mark's Dad
- 2007 : The List : Gus Eicholtz

#### Télévision
- 1964 : Carol for Another Christmas (en) : Ghost of Christmas Present
- 1966 : The Glass Menagerie : Jim O'Connor
- 1966 : Mission impossible : Mc Millan
- 1967 : Les Envahisseurs (The Invaders) : Frère Avery
- 1968 : Certain Honorable Men
- 1969 : The Ballad of Andy Crocker (en) : Earl Crocker
- 1970 : A Clear and Present Danger (en) : Salem Chase
- 1971 : The City : Ira Groom
- 1971 : Sweet, Sweet Rachel : Arthur Piper
- 1971 : All the Way Home : Ralph Follet
- 1971 : If Tomorrow Comes : Sheriff
- 1973 : Trouble Comes to Town : Cecil Tabor
- 1974 : The Last Angry Man : Dr Sam Abelman
- 1976 : The Secret Life of John Chapman : Gus Reed
- 1977 : Escape from Bogen County : Judge Henry Martin
- 1977 : Sunshine Christmas : Joe Hayden
- 1977 : Tarantula : Le Cargo de la mort (Tarantulas: The Deadly Cargo) : Doc Hodgins
- 1979 : Stone : Deputy Chief Gene Paulton
- 1979 : Le Roman d'Elvis (Elvis) : Colonel Tom Parker
- 1979 : When Hell Was in Session (en)
- 1979 : Disaster on the Coastliner (en) : John Marsh
- 1980 : La Cible (Wild Times) : Robert W. 'Bob' Halburton
- 1980 : Off the Minnesota Strip
- 1980 : Stone : Chief Paulton
- 1981 : The Private History of a Campaign That Failed (en) : Col. Ralls
- 1981 : Of Mice and Men : Jackson
- 1982 : Washington Mistress : Senateur Ross Clayton
- 1982 : Bus Stop : Dr Gerald Lyman
- 1983 : The Fighter : Henry Banks
- 1985 : Noon Wine : Homer T. Hatch
- 1985 : The Lady from Yesterday : Jim Bartlett
- 1985 : The Rape of Richard Beck (en) : Chappy Beck
- 1986 : Casebusters : Sam Donahue
- 1986 : À la poursuite de Claude Dallas (Manhunt for Claude Dallas) : George Nielsen
- 1987 : LBJ: The Early Years (en) : Sam Rayburn
- 1987 : Kojak: The Price of Justice (en) : George
- 1988 : Stranger on My Land : Judge Munson
- 1988 : The Town Bully : Charlie King
- 1988 : Blue Skies : Henry Cobb
- 1988 : War and Remembrance : Adm. William F. 'Bull' Halsey
- 1989 : 58 heures d'angoisse (Everybody's Baby: The Rescue of Jessica McClure) : Roberts
- 1990 : The Kennedys of Massachusetts (en) : P.J. Kennedy
- 1990 : Beanpole : Joe
- 1991 : Shock Invader (Not of This World) : Doc Avery
- 1992 : Gunsmoke: To the Last Man (en) : Col. Tucker
- 1992 : Citizen Cohn : J. Edgar Hoover
- 1992 : The Habitation of Dragons : Virgil Tolliver
- 1993 : Simple Justice : Earl Warren
- 1994 : Against Her Will: The Carrie Buck Story : Arthur Kent
- 1994 : One Christmas : Bus driver
- 1995 : Truman, téléfilm : Boss Tom Pendergast
- 1997 : The Member of the Wedding : Officer Wylie
- 1997 : Shining (The Shining) : Pete Watson
- 2000 : Le Prix du courage (The Runaway) : Avery
- 2002 : The Court : Chief Justice Townsend

### Producteur
- 1973 : Running Wild
- 2002 : The Angel Doll

## Voix françaises

### En France
| - William Sabatier dans : - Les Corrupteurs - Le Roman d'Elvis (téléfilm) - Shaft - Antoine Marin dans : - WUSA (doublé dans les années 80) - Le Retour de l'inspecteur Harry - Le Jeu du faucon - Yves Barsacq dans : - Batman - Batman Forever - Batman et Robin - Georges Atlas dans : - Nevada Smith - Equalizer (série télévisée) - Claude Joseph dans : - Bloody Mama - Norma Rae - Jean-Claude Sachot dans : - Batman : Le Défi - Shining, les couloirs de la peur (mini-série) | et aussi : - Albert Augier dans Demain ce seront des hommes - André Valmy dans Le Mercenaire de minuit - Jean Martinelli dans Mission impossible (série télévisée) - Jean-Henri Chambois dans Pendez-les haut et court - Jacques Marin dans Opération clandestine - Jean Michaud dans Un petit Indien - René Renot dans Tarantula : Le Cargo de la mort (téléfilm) - Raoul Delfosse dans L'Épreuve de force - Marc de Georgi dans Arabesque (série télévisée) - Jacques Ferrière dans Comment claquer un million de dollars par jour - Michel Bardinet dans Baby Boom - Henri Virlojeux dans Le Petit Dinosaure et la Vallée des merveilles (voix - 1er doublage, 1988) - Michel Modo dans Les Arnaqueurs - Nicolas Vogel dans Mort ou vif - Jacques Dynam dans Les Muppets dans l'espace - Gérard Hernandez dans Le Petit Dinosaure et la Vallée des merveilles (voix - 2e doublage, 2002) |